# Ilovik (Čavle)
Ilovik je naselje u Hrvatskoj u općini Čavlima. Nalazi se u Primorsko-goranskoj županiji.

## Zemljopis
Zapadno su naselje Valići i akumulacija Valići, sjeverno i jugozapadno je rijeka Rječina, sjeverozapadno je Lopača, sjeveroistočno je Drastin, istočno su Zastenice, jugoistočno je Grobnik, južno je Grohovo.

## Stanovništvo
| broj stanovnika | 148   | 197   | 203   | 91    | 102   | 106   | 143   | 67    | 47    | 46    | 41    | 34    | 17    | 12    | 14    | 14    | 20    |
|                 | 1857. | 1869. | 1880. | 1890. | 1900. | 1910. | 1921. | 1931. | 1948. | 1953. | 1961. | 1971. | 1981. | 1991. | 2001. | 2011. | 2021. |